# Hradce
Hradce település Csehországban, a České Budějovice-i járásban. Hradce Vrábče, Lipí és Závraty településekkel határos. Lakosainak száma 112 fő (2024. január 1.).

## Népesség
A település lakosságának változását az alábbi diagram mutatja:
| Lakosok száma | 60   | 56   | 45   | 44   | 16   | 40   | 96   | 96   | 106  | 112  |
|               | 1869 | 1890 | 1921 | 1950 | 1980 | 2001 | 2017 | 2019 | 2022 | 2024 |